# Amager Demons 2023
Questa voce raccoglie le informazioni riguardanti gli Amager Demons nelle competizioni ufficiali della stagione 2023.

## 1. division 2023

### Stagione regolare

#### Prima fase
| Kastrup 2 aprile 2023, ore 12:00 1ª giornata | Amager Demons /Slagelse Wolfpack | 0 – 6 referto | Ørestaden Spartans | Tårnby Stadion |

| Kastrup 29 aprile 2023, ore 15:00 4ª giornata | Amager Demons /Slagelse Wolfpack | 26 – 24 referto | Odense Badgers | Bag Amagerhallen |

| Herlev 6 maggio 2023, ore 14:00 5ª giornata | Herlev Rebels | 28 – 14 referto | Amager Demons/ Slagelse Wolfpack | Kildegårdsskolen |

| Næstved 27 maggio 2023, ore 14:00 8ª giornata | Næstved Vikings | 8 – 56 referto | Amager Demons/ Slagelse Wolfpack | Nygårdsvej Idrætsanlæg |

| Esbjerg 3 giugno 2023, ore 14:00 9ª giornata | Esbjerg Hurricanes | 6 – 56 referto | Amager Demons/ Slagelse Wolfpack | Skibhøj Idrætsanlæg |

| Kastrup 11 giugno 2023, ore 14:00 10ª giornata | Amager Demons /Slagelse Wolfpack | 6 – 35 referto | Frederikssund Oaks | Bag Amagerhallen |

#### Seconda fase
| Copenaghen 13 agosto 2023, ore 14:00 Turno 1 | Ørestaden Spartans | 15 – 18 referto | Amager Demons /Slagelse Wolfpack | Kløvermarken |

| Kastrup 26 agosto 2023, ore 15:00 Turno 3 | Amager Demons /Slagelse Wolfpack | 48 – 12 referto | Esbjerg Hurricanes | Bag Amagerhallen |

| Kastrup 2 settembre 2023, ore 15:00 Turno 4 | Amager Demons /Slagelse Wolfpack | 50 – 0 (a tavolino) referto | Næstved Vikings | Bag Amagerhallen |

### Playoff
| Frederikssund 24 settembre 2023, ore 14:00 Semifinale | Frederikssund Oaks | 35 – 14 referto | Amager Demons/ Slagelse Wolfpack | Frederikssund Idrætsby |

## Statistiche di squadra
| Competizione      | %Vittorie | In casa | In casa | In casa | In casa | In casa | In casa | In trasferta | In trasferta | In trasferta | In trasferta | In trasferta | In trasferta | Totale | Totale | Totale | Totale | Totale | Totale |
| Competizione      | %Vittorie | G       | V       | N       | P       | Pf      | Ps      | G            | V            | N            | P            | Pf           | Ps           | G      | V      | N      | P      | Pf     | Ps     |
| ----------------- | --------- | ------- | ------- | ------- | ------- | ------- | ------- | ------------ | ------------ | ------------ | ------------ | ------------ | ------------ | ------ | ------ | ------ | ------ | ------ | ------ |
| Stagione regolare | .667      | 5       | 3       | 0       | 2       | 130     | 77      | 4            | 3            | 0            | 1            | 144          | 57           | 9      | 6      | 0      | 3      | 274    | 134    |
| Playoff           | .000      | 0       | 0       | 0       | 0       | 0       | 0       | 1            | 0            | 0            | 1            | 14           | 35           | 1      | 0      | 0      | 1      | 14     | 35     |
| Totale            | .600      | 5       | 3       | 0       | 2       | 130     | 77      | 5            | 3            | 0            | 2            | 158          | 92           | 10     | 6      | 0      | 4      | 288    | 169    |